# Ferruccio Francia
Ferruccio Francia (fl. XX secolo) è stato un calciatore italiano, di ruolo attaccante.

## Carriera
Con il Mantova disputa 10 gare nei campionati di Prima Divisione 1924-1925 e 1925-1926, mettendo a segno una rete.